# Le Crime du golf
Le Crime du golf (titre original : Murder on the Links) est un roman policier d'Agatha Christie publié en mai 1923 au Royaume-Uni, mettant en scène Hercule Poirot et son comparse Arthur Hastings. Il est publié la même année aux États-Unis, et seulement en 1932 en France par Marc Loge.

## Résumé
Paul Renauld, un riche marchand ayant fait fortune en Amérique du Sud, fait appel à Hercule Poirot par une lettre dans laquelle il le supplie de le retrouver chez lui à Merlinville, en France (« à mi-chemin entre Boulogne et Calais »), expliquant se trouver en grand danger de mort. Poirot et Hastings quittent donc Londres pour se rendre chez Renauld mais, à leur arrivée, il est déjà trop tard : Renauld a été découvert mort par la police le matin même sur un parcours de golf attenant à la propriété du défunt. Poirot propose alors au commissaire et au procureur présents sur la scène du crime de les aider dans leur enquête ; c'est alors qu'un certain Giraud de la Sûreté de Paris débarque et bouleverse l'enquête en utilisant des « méthodes modernes », récoltant par son antipathie l'hostilité des autorités locales, et surtout celle de Poirot…
Hercule Poirot et le capitaine Hastings se rendent à Merlinville-sur-Mer , en France , pour rencontrer Paul Renauld, qui a sollicité leur aide. À leur arrivée, la police locale les accueille et leur annonce que Renauld a été retrouvé mort le matin même, poignardé dans le dos et abandonné dans une tombe fraîchement creusée à côté d'un terrain de golf local . Sa femme, Éloïse Renauld, affirme que des hommes masqués ont fait irruption dans la villa à 2  heures du matin, lui ont mis un baillon noir dans la bouche un "cleave gag", l'ont ligotée avec des cordes très serrées qui lui ont fait des marques au mains et ont emmené son mari avec eux. En inspectant son corps, Éloïse s'effondre de chagrin à la vue de son mari mort. Monsieur Giraud, de la Sûreté, mène l'enquête policière et s'indigne de l'implication de Poirot.
Poirot note quatre faits clés sur l'affaire : un morceau de tuyau en plomb est retrouvé près du corps ; seules trois servantes se trouvaient dans la villa car le fils de Renauld, Jack, et son chauffeur avaient été renvoyés ; une personne inconnue est venue la veille ; et la voisine immédiate de Renauld, Madame Daubreuil, avait placé 200 000 francs sur son compte bancaire au cours des dernières semaines.
À son retour d'Angleterre, Gabriel Stonor, le secrétaire de Renauld, suggère le chantage, le passé de son employeur étant un mystère total avant sa carrière en Amérique du Sud. Pendant ce temps, Hastings rencontre par hasard une jeune femme rencontrée dans le train, connue sous le nom de « Cendrillon ». Elle demande à voir la scène du crime, puis disparaît avec l'arme du crime.
Poirot découvre que l'affaire est quasiment identique à celle survenue 22 ans plus tôt, où un homme nommé Georges Conneau et sa maîtresse, Madame Beroldy, avaient comploté pour tuer le mari de Madame Beroldy. Poirot se rend à Paris pour en savoir plus sur le meurtre de Conneau. Il trouve une photographie de Madame Beroldy qui prouve qu'il s'agit en réalité de Madame Daubreuil. À son retour, Poirot apprend que le corps d'un clochard a été retrouvé, poignardé au cœur avec l'arme du crime. Un examen révèle qu'il est mort avant le meurtre de Renauld d'une crise d'épilepsie et qu'il a été poignardé plus tard.
Giraud arrête Jack au motif qu'il convoitait l'argent de son père. Poirot révèle que Renauld a modifié son testament deux semaines avant son meurtre, déshéritant ainsi Jack. Jack est libéré de prison après que Bella Duveen, une artiste de théâtre anglaise qu'il aime, a avoué le meurtre. Tous deux avaient découvert le corps la nuit du meurtre et pensaient que l'autre avait tué Renauld. Poirot révèle qu'aucun des deux n'a agi ainsi, car le véritable meurtrier était Marthe Daubreuil, la fille du voisin.
Poirot développe sa théorie : Paul Renauld était en réalité Georges Conneau, rentré en France après une fuite des années auparavant. Par malheur, il découvrit que sa voisine immédiate était Madame Beroldy, son ancienne amante ; comme lui, elle avait changé d'identité, devenant Mme Daubreuil. Soumis à un chantage de sa part concernant son passé, Renauld vit sa situation empirer lorsque Jack se sentit attiré par sa fille. Lorsqu'un clochard mourut sur ses terres, il y vit une occasion de mettre en scène sa propre mort et d'échapper à Mme Daubreuil. Il défigurerait le visage du clochard avec la pipe, puis enterrerait le clochard et la pipe près du terrain de golf, avant de fuir les lieux en train. Quiconque reconnaîtrait que le corps n'était pas le sien serait expulsé. Cependant, le plan fut découvert par Marthe, qui suivit Renauld et le poignarda après qu'il eut creusé la tombe du clochard. Son mobile est l'argent ; Jack héritera de la fortune de son père à la mort de sa mère. Pour démasquer Marthe, Poirot demanda à Éloïse de déclarer ouvertement qu'elle déshériterait Jack. Marthe tenta de tuer Éloïse dans sa villa, mais mourut lors d'une altercation avec la Cendrillon d'Hastings.
La mère de Marthe disparaît à nouveau. Jack et sa mère prévoient de partir en Amérique du Sud, rejoints par Hastings et sa Cendrillon, qui se révèle être Dulcie, la sœur jumelle de Bella Duveen.

## Personnages
- Hercule Poirot, détective privé belge appelé par l'homme qui serait assassiné
- Capitaine Arthur Hastings, ami de Poirot qui l'accompagne à sa demande, et narrateur de l'histoire
- Paul Renauld, la victime. Il a demandé l'aide de Poirot pour une affaire inconnue, avant son meurtre
- Eloïse Renauld, épouse de Paul Renauld qu'il a rencontrée en Amérique du Sud
- Jack Renauld, fils des Renauld né en Amérique du Sud et élevé là-bas et en France
- Mme Daubreuil, mère de Marthe Daubreuil, voisine de Renauld
- Marthe Daubreuil, fille de Mme Daubreuil qui veut épouser Jack
- Commissaire Giraud, inspecteur de la Sûreté de Paris et responsable de l'enquête
- Mr Hautet, le juge d'instruction et assistant de Giraud
- Gabriel Stonor, le secrétaire de Mr. Renauld
- Bella Duveen, une actrice, jumelle de Dulcie Duveen
- Dulcie Duveen, comédienne et sœur jumelle de Bella, qui travaille sous son nom de scène "Cendrillon"
- Lucien Bex, commissaire de police de Merlinville
- Monsieur Marchaud, sergent de la police de Merlinville
- Dr Durand, médecin local et chirurgien de la police de Merlinville
- Françoise Arrichet, vieille servante du ménage des Renauld, l'une des trois servantes présentes au domicile des Renauld lors du crime
- Léonie Oulard, jeune servante de la maison des Renauld, l'une des trois servantes présentes chez les Renauld lors du crime
- Denise Oulard, servante de la maison des Renauld et sœur de Léonie, elle fait partie des trois domestiques présents chez les Renauld lors du crime
- Auguste, le jardinier des Renauld
- Joseph Aarons, agent théâtral britannique

## Autour du livre

### Rédaction
Après avoir introduit Hercule Poirot à travers la voix du Capitaine Hastings dans La Mystérieuse Affaire de Styles (1920), Agatha Christie décide de laisser Poirot seul face à son public. Ainsi lors de l'enquête, Hastings tombe amoureux, et à la fin du roman, il quitte Poirot et l'Angleterre pour se marier et vivre en Argentine. Il ne fera alors plus que quelques rares apparitions lors de ses voyages retours à Londres.
Selon Laura Thompson, qui a écrit Agatha Christie: An English Mystery, Le Crime du golf est un roman au style très français. La romancière se serait inspirée des auteurs français de romans policiers comme Gaston Leroux (Le Mystère de la chambre jaune, 1907).

### Couverture
Comme dans beaucoup de ses futurs livres, Agatha Christie n'aime pas le dessin de la couverture, trouvant qu'il ne représente en rien l'intrigue de son roman. Elle dira à son propos :

« A part avoir des couleurs horribles, c'était mal dessiné, et représentait, autant que je pouvais en dire, un homme en pyjama sur un parcours de golf, victime d'une crise d'épilepsie mortelle. Puisque [dans le roman] l'homme assassiné était habillé normalement et avait été poignardé avec une dague, je ne fus pas d'accord. »

— Agatha Christie, Une autobiographie

### Liens avec la réalité
Hercule Poirot explique au Commissaire Giraud que la nature humaine est faite de répétitions. Pour démontrer son propos, il fait référence à un criminel anglais qui s'est « débarrassé de ses femmes successives en les noyant dans sa baignoire ». En fait, Agatha Christie fait référence au tueur en série George Joseph Smith (en).

« Mais il a obéi à ce que lui commandait la nature humaine, qui croit bien à tort que ce qui a réussi une fois réussira toujours. Ce qu’il a payé, c’est son manque d’originalité. »

— Hercule Poirot, Le Crime du golf (chapitre 9)
.

## Éditions
- (en) Murder on the Links, Londres, Bodley Head, mai 1923, 362 p.
- (en) Murder on the Links, New York, Dodd, Mead and Company, 1923, 298 p.
- Le Crime du golf (trad. Marc Logé), Paris, Librairie des Champs-Élysées, coll. « Le Masque » (no 118), 1932, 247 p. (BNF 31945478)
- Le Crime du golf (trad. Marc Logé), Paris, Librairie Générale Française, coll. « Livre de Poche » (no 1401), 1965, 256 p. (ISBN 2-253-00919-9)
- Le Crime du golf (trad. Françoise Bouillot), dans : L'Intégrale : Agatha Christie (préf. Jacques Baudou), t. 1 : Les années 1920-1925, Paris, Librairie des Champs-Élysées, coll. « Les Intégrales du Masque », 1990, 1306 p. (ISBN 2-7024-2086-9, BNF 35338210)

## Adaptations
- 1990 : Murder on the Links, feuilleton radiophonique de BBC Radio 4, avec John Moffatt donnant sa voix à Hercule Poirot ;
- 1996 : Le Crime du golf (Murder on the Links), téléfilm de la série britannique Hercule Poirot d'ITV (épisode 6.03), avec David Suchet dans le rôle de Poirot et Hugh Fraser dans celui du Capitaine Hastings. Malgré quelques infidélités, le téléfilm reste relativement fidèle au roman ;
- 2004 : Le Crime du golf, bande dessinée française de François Rivière (scénario) et Marc Piskic (dessin) publiée dans la collection Agatha Christie ;
- 2014 : Le crime ne paie pas, téléfilm de la série française Les Petits Meurtres d'Agatha Christie de France 2 (épisode 2.07). Les personnages d'Hercule Poirot et du capitaine Hastings y sont absents, remplacés par le trio formé du commissaire Laurence, de la journaliste Alice Avril et de la secrétaire Marlène Leroix, respectivement joués par Samuel Labarthe, Blandine Bellavoir et Élodie Frenck.